# Fabio Martini
Fabio Martini (Roma, 6 dicembre 1956) è un giornalista e saggista italiano. Dal giugno 1989 lavora a La Stampa dove ha svolto il ruolo di notista politico, inviato, commentatore.

## Biografia
Allievo dello storico Paolo Spriano, si laurea (con 110 e lode) in “Storia dei partiti politici” all’Università La Sapienza. Sposato dal 1989 con Rosa Maria Attanasio, ha due figlie, Giulia e Lavinia.
Appartiene ad una famiglia avversata a più riprese dal regime fascista. Il padre Stelio, nel 1943, si rifiuta di arruolarsi nell’esercito della Repubblica Sociale Italiana e viene deportato in un campo di concentramento in Germania, dal quale fugge, per entrare poi nelle Brigate Garibaldi, Divisione Cuneo, col nome di battaglia “Platone”.  Il nonno materno, Nicola Perrotti tra i pionieri della psicoanalisi in Italia, già sindaco socialista di Penne, è arrestato dalla polizia fascista ed inserito nell'elenco dei «sovversivi». Il bisnonno materno, Giovanni Merloni già deputato socialista e amico di Anna Kuliscioff, diventato oppositore del regime, nel 1936 è condannato dal Tribunale Speciale per la difesa dello Stato.

## Carriera giornalistica
Nel 1982 risulta primo tra 500 partecipanti alla prova indetta da Fieg e Fnsi per l’assegnazione di 75 Borse di Studio. È assegnato nella redazione de Il Messaggero, dove viene assunto nel 1983 sotto la direzione di Vittorio Emiliani. Lavora nella Cronaca di Roma dove realizza diverse “esclusive”. Tra queste le inchieste sulla controversa ristrutturazione dello Stadio Olimpico in vista dei Mondiali di calcio, sui successi e sui limiti dell’Estate romana. sulla gestione clientelare delle municipalizzate. Nel giugno del 1989 viene assunto a La Stampa, in occasione del rilancio e del cambio di formato deciso dal direttore Gaetano Scardocchia. Dal 1990 diventa notista politico e realizza diversi scoop: sul nuovo nome del Pci; sulla prima scissione nella storia della Dc; sulla svolta che avrebbe trasformato l’Msi in Alleanza nazionale; realizza l’intervista all’ambasciatore israeliano Ehud Gol che segna un passaggio storico: lo sdoganamento degli ex fascisti presso lo Stato di Israele. Il 24 luglio 2011 racconta la riunione riservata in una sede di Banca Intesa, durante la quale era emersa una investitura informale nei confronti di Mario Monti, quale predestinato a sostituire Silvio Berlusconi a palazzo Chigi, uno scoop che si concretizzerà quattro mesi dopo: Monti verrà incaricato di formare il governo da parte del presidente Giorgio Napolitano. Il 26 gennaio 2015 ricostruisce la “vera storia dei 101”. l’affondamento della candidatura di Romano Prodi come candidato alla Presidenza della Repubblica, che diventa la base di tutte le successive ricostruzioni, non solo giornalistiche su quella vicenda.
Dal primo gennaio 2022 collabora anche al quotidiano online Huffington post.
Su diverse riviste specialistiche, Il Mulino, Problemi dell’informazione, Rivista di politica ha scritto articoli e saggi sulla natura consociativa dei giornalisti e sulle complicità tra politica e media.
Guido Quaranta, maestro per generazioni di giornalisti, in una intervista a Claudio Sabelli Fioretti, lo ha definito uno dei pochi “squali” tra i giornalisti politici italiani per la tendenza al lavoro “solitario”, a differenza dei tonni che “fanno vita di branco” e “domande ovvie”. In una intervista a Prima Comunicazione, Martini ha rivendicato la scelta di estraneità ai clan politico-giornalistici: “Preferisco la solitudine alla baldoria del clan“.
Nel 2021 gli viene assegnato in Campidoglio il Premio Lucio Colletti.

## Controversie
A seguito dell’articolo, pubblicato da La Stampa il 18 gennaio 2007 dal titolo Caro Gianfranco il passato ritorna, paga i tuoi debiti”, viene querelato da Gianfranco Fini che quando la denuncia va davanti al Gip è diventato Presidente della Camera. Il 7 ottobre 2008 il Gip Emanuela Gai assolve Martini perché “il fatto non costituisce reato” e successivamente anche la Corte di Cassazione si pronuncia nello stesso modo.

## Polemiche
Nel luglio del 2013, assieme a diversi altri giornalisti, viene definito “pirla” da Marco Travaglio per aver descritto alcune contraddizioni nell'istruttoria che negli anni precedenti aveva coinvolto l’ex presidente della Regione Abruzzo Ottaviano Del Turco. In risposta, Martini scrive al direttore del Fatto Quotidiano Antonio Padellaro: “Oramai gli insulti di Travaglio non offendono più, il suo turpiloquio adolescenziale fa sorridere”, ma poiché “la prova regina della pirlaggine dei tanti giornalisti messi dall'indice sarebbe la condanna di primo grado emessa dal tribunale di Pescara” nei confronti di Del Turco, quella è “una logica insidiosa per il collega: tutte le volte che i giudici hanno sentenziato contro di lui, dovremmo dedurne che Travaglio è un pirla? Data la quantità, un grandissimo pirla? No e lui sbaglierebbe a considerarsi tale. La vita è molto più travagliata di quel che crede Travaglio, ma per lui è sempre tutto chiaro: chi la pensa diversamente da lui è un pirla. Complimenti”.

## Opere
- Con Stefania Nardini, Roma nascosta, Roma, Newton Compton; 1984, ISBN 9788879834483.
- con Mariagrazia Gerina e Marco Damilano, Veltroni il piccolo principe, Milano, Sperling & Kupfer, 2007, ISBN 978-88-200-4432-9.
- AA.VV, L’opposizione al governo Berlusconi, Roma-Bari, Laterza, ISBN 88-420-7123-4.
- La fabbrica delle verità, Venezia, Marsilio, 2017, ISBN 978-88-317-2665-8.
- Controvento. La vera storia di Bettino Craxi, Soveria Mannelli, Rubbettino, 2000, ISBN 978-8849860832.
- Nathan e l’invenzione di Roma, Venezia, Marsilio, 2021, ISBN 978-88-297-0990-8.

Altri progetti editoriali
- Quirinale, il carisma degli outsider. Podcast in 12 puntate per Radio 3.